# Marcos Gondra Krug
Marcos Gondra Krug, född 1 januari 1987, är en spansk fotbollsspelare (mittfältare) som spelar för Lorca Deportiva.
Krug värvades i februari 2012 av Syrianska FC från spanska division 4-klubben Portugalete.